# Visions of the Beast
Visions of the Beast una colección de videoclips publicado por Iron Maiden el 2 de junio de 2003 el cual contiene todos los videos promocionales del álbum en directo Rock in Rio realizado en Brasil durante el festival Rock in Rio. Se trata básicamente de una versión actualizada de The First Ten Years: The Videos y From There to Eternity. También incluye nunca antes vistas en Camp Chaos (animado) con versiones de seis canciones de Iron Maiden (The Number Of The Beast, Run to the Hills, Flight of Icarus, The Trooper, Aces High y The Wicker Man), menús interactivos y discografías, y algunos extras especiales ocultos.

## Lista de videos
| Disco 1 1. "Women in Uniform" 2. "Wrathchild" (en directo) 3. "Run to the Hills" 4. "The Number of the Beast" 5. "Flight of Icarus" 6. "The Trooper" 7. "2 Minutes to Midnight" 8. "Aces High" 9. "Wasted Years" 10. "Stranger in a Strange Land" 11. "Can I Play with Madness" 12. "The Evil That Men Do" 13. "The Clairvoyant" (en directo) 14. "Infinite Dreams" (en directo) 15. "Holy Smoke" 16. "Tailgunner" 17. "Aces High" (Camp Chaos version) 18. "The Number of the Beast" (Camp Chaos version) 19. "Futureal" 20. "Fear of the Dark" (en directo - desde Rock in Rio) 21. "Man on the Edge" (fun version - Easter Egg) - Se Utilizan escenas de Charlie Chaplin | Disco 2 1. "Bring Your Daughter... to the Slaughter" 2. "Be Quick or Be Dead" 3. "From Here to Eternity" 4. "Wasting Love" 5. "Fear of the Dark" (en directo) 6. "Hallowed Be Thy Name" (en directo) 7. "Man on the Edge" 8. "Afraid to Shoot Strangers" (en directo con Blaze Bayley) 9. "Lord of the Flies" 10. "Virus" 11. "The Angel and the Gambler" 12. "Futureal" 13. "The Wicker Man" 14. "Out of the Silent Planet" 15. "Brave New World" (en directo) 16. "The Wicker Man" (Camp Chaos version) 17. "Run to the Hills" (Camp Chaos version) 18. "Flight of Icarus" (Camp Chaos version) 19. "The Trooper" (Camp Chaos version) (Easter Egg) |